# Diaphanes nubilus
Diaphanes nubilus is een keversoort uit de familie glimwormen (Lampyridae). De wetenschappelijke naam van de soort is voor het eerst geldig gepubliceerd in 2001 door Jeng & Lai in Jeng, Lai, Yang & Satô.